# Missing in Action 2 – Die Rückkehr
Missing in Action 2 ist ein US-amerikanischer Actionfilm mit Chuck Norris in der Rolle des Colonel James Braddock. Produziert wurde der Film von Cannon Films. Der Film ist ein Prequel zu Missing in Action.

## Handlung
Im Vietnamkrieg wird während eines Einsatzes über Feindesland der Hubschrauber von US-Colonel Braddock und seinen Männern von vietnamesischen Soldaten abgeschossen. Er und die anderen Überlebenden des Absturzes werden in ein Kriegsgefangenenlager mitten im Dschungel gebracht. Zehn Jahre hält der sadistische Kommandant Yin die Männer gefangen. Dieser will Braddock mittels verschiedener Foltermethoden an ihm und seinen Leuten zwingen, angebliche Kriegsverbrechen am vietnamesischen Volk zu gestehen. Erst als ein Mithäftling schwer an Malaria erkrankt und medizinische Hilfe benötigt, knickt Braddock ein und unterschreibt das Geständnis. Doch Yin hält sich nicht an die Vereinbarung, die Gefangenen in die lang ersehnte Freiheit zu entlassen, und lässt den Malaria-Erkrankten vor den Augen Braddocks bei lebendigem Leib verbrennen. Für den Amerikaner zählt nur noch eins: Flucht. Er kann aus seiner Zelle fliehen und schlägt sich in den Dschungel. Doch seine Männer will er nicht zurücklassen und auch Colonel Yins Taten sollen nicht ungesühnt bleiben. Er besorgt sich Waffen und nimmt den Kampf gegen Yin und seine Soldaten auf. Nachdem er die feindlichen Soldaten ausgeschaltet hat, kommt es zum finalen Kampf gegen Yin, bei dem Braddock den Colonel tötet.

## Kritik
„Fragwürdiger Film mit Szenen von physischer und psychischer Gewalt, die in ihrem Sadismus kaum zu überbieten sind.“

## Hintergrund
Die deutsche Kino- und Videofassung war stark gekürzt. Seit dem 11. Januar 2013 ist der Film offiziell in Deutschland ungeschnitten auf DVD erschienen. Er ist Nummer 28 der "Action Cult Uncut" - Reihe von 20th Century Fox, mit einer FSK-Freigabe "Ab 18". Zuvor nicht synchronisierte Szenen wurden im englischen Original belassen, und mit deutschen Untertiteln versehen.
Der Film sollte seinerzeit noch vor Missing in Action veröffentlicht werden und wurde auch zeitlich vor diesem inszeniert. Nach ersten Testsichtungen bei Warner Bros. wurde dies allerdings verworfen, und er wurde erst nach dem Erfolg des Erstlings als Prequel veröffentlicht. Der Film spielte mit rund 11 Millionen Dollar in den Vereinigten Staaten trotz höherer Kopienzahl allerdings nur etwa die Hälfte des ersten Teils ein.
Die Dreharbeiten fanden in Mexiko sowie auf der Insel St. Kitts statt.
1988 erschien die Fortsetzung Braddock – Missing in Action 3.